# こうちゃんの幸せ!簡単!お料理レシピ
『こうちゃんの幸せ！簡単！お料理レシピ』（こうちゃんのしあわせかんたんおりょうりレシピ）は、2008年4月3日にfonfunから発売されたニンテンドーDS用ソフトである。

## 概要
Yahoo!ブログの「こうちゃんの簡単料理レシピ」が原作となっている。（こうちゃん参考）
厳選された簡単レシピ300種類が記載され、音声付レシピが、ガイドをしてくれる。料理中は音声入力対応である。レシピ検索・お買い物メモ・料理用語集・カレンダー機能などがある。